# Feihyla
Genre
Feihyla est un genre d'amphibiens de la famille des Rhacophoridae.

## Répartition
Les 5 espèces de ce genre se rencontrent du Nord-Est de l'Inde à Bornéo.  

## Liste des espèces
Selon Amphibian Species of the World (31 mai 2020) :
- Feihyla fuhua Fei, Ye & Jiang, 2010
- Feihyla hansenae (Cochran, 1927)
- Feihyla inexpectata (Matsui, Shimada, and Sudin, 2014)
- Feihyla kajau (Dring, 1983)
- Feihyla palpebralis (Smith, 1924)
- Feihyla vittata (Boulenger, 1887)

## Étymologie
Le nom de ce genre est formé à partir de Fei, en l'honneur de Fei Liang, et du mot grec hyla, la rainette.

## Publication originale
- Frost, Grant, Faivovich, Bain, Haas, Haddad, de Sá, Channing, Wilkinson, Donnellan, Raxworthy, Campbell, Blotto, Moler, Drewes, Nussbaum, Lynch, Green & Wheeler, 2006 : The amphibian tree of life. Bulletin of the American Museum of Natural History, no 297, p. 1-371 (texte intégral).